# 江类思
江类思（Bishop Luigi Moccagatta, O.F.M.1809年10月9日—1891年9月6日），天主教山东宗座代牧区和天主教山西宗座代牧区主教。
1809年10月9日，江类思出生于意大利Castellazo-Bormida。1826年16岁离俗出家，入方济各会（OFM）；经过6年的学习，1832年4月23日晋升神父。江类思前往中国山东省传教。当时山东省仅有西北边境运河一带有一些老教徒保持了天主教信仰。意大利籍方济各会士负责的山东代牧区在武城县十二里庄（今属河北省故城县）设立了主教公署和修院。1844年3月3日，江类思升为山东宗座代牧区助理主教，1845年5月11日祝圣。由于罗类思主教受命署理南京教区，于是山东教务交由江类思助理主教。1848年7月9日，罗类思主教辞职，江类思升为山东宗座代牧区第二任主教。
1860年《北京条约》签订后，1861年，江类思主教根据条约索回济南西门里教产，重建罗曼式的将军庙街圣母无染原罪堂。1863年，他又将山东代牧区主教座堂和山东总修院由武城县十二里庄迁济南。
1870年9月27日，江类思改任山西宗座代牧区主教。此时他年老多病，1876年他的外甥艾士杰任山西教区的副主教，代替他负责全省的教务。1890年6月17日，山西分为南北2个教区，1891年9月6日，江类思病故，享年81岁。